# Желтополосая ронка
Желтополосая ронка, или желтополосый хемулон (лат. Haemulon flavolineatum) — вид лучепёрых рыб из семейства помадазиевых (Haemulidae) отряда окунеобразных.

## Описание
Длина тела самцов составляет до 30 см. Ярко-жёлтые полосы проходят немного по-диагонали, что делает рыб легко отличимыми от родственных с ними видов.

## Распространение
Желтополосая ронка распространена в западной Атлантике, от побережья Южной Каролины до побережья Бразилии, вокруг Бермудских и Карибских островов. Рыбы обитают на глубине до 60 м в скалистых и коралловых рифах.

## Образ жизни
Желтополосая ронка живёт в больших стаях. Она держится под выступами скал или кораллами вида Acropora palmata, мальки часто встречаются на лугах взморника. Рыбы питаются преимущественно мелкими ракообразными. Вид морских равноногих Gnathia marleyi является эктопаразитом рыбы.